# Amphipyra turcomana
Amphipyra turcomana là một loài bướm đêm trong họ Noctuidae.